# Cryptyma guatemala
Cryptyma guatemala är en mångfotingart som beskrevs av Shear 1973. Cryptyma guatemala ingår i släktet Cryptyma och familjen fingerdubbelfotingar. Inga underarter finns listade i Catalogue of Life.